# 白兴吐苏木
白兴吐苏木，是中华人民共和国内蒙古自治区通辽市科尔沁左翼中旗下辖的一个乡镇级行政单位。

## 行政区划
白兴吐苏木下辖以下地区：
白兴吐嘎查、珠日干格勒嘎查、前德日很格勒嘎查、后德日很格勒嘎查、巴彦艾勒嘎查、乌日吐茫哈嘎查、沙布日吐嘎查、苏尼吐嘎查、腰哈根艾勒嘎查、东哈根艾勒嘎查、二龙山嘎查、中会田召嘎查、西会田召嘎查、毛和尔浩来嘎查、阿布根艾勒嘎查、东海力斯台嘎查、东乌兰楚鲁嘎查、哈日胡吉嘎查、北海力斯台嘎查、西乌兰楚鲁嘎查、宝日胡都嘎嘎查、扎兰希伯嘎查和南亚门艾勒嘎查。